# قزم (الأرض الوسطى)

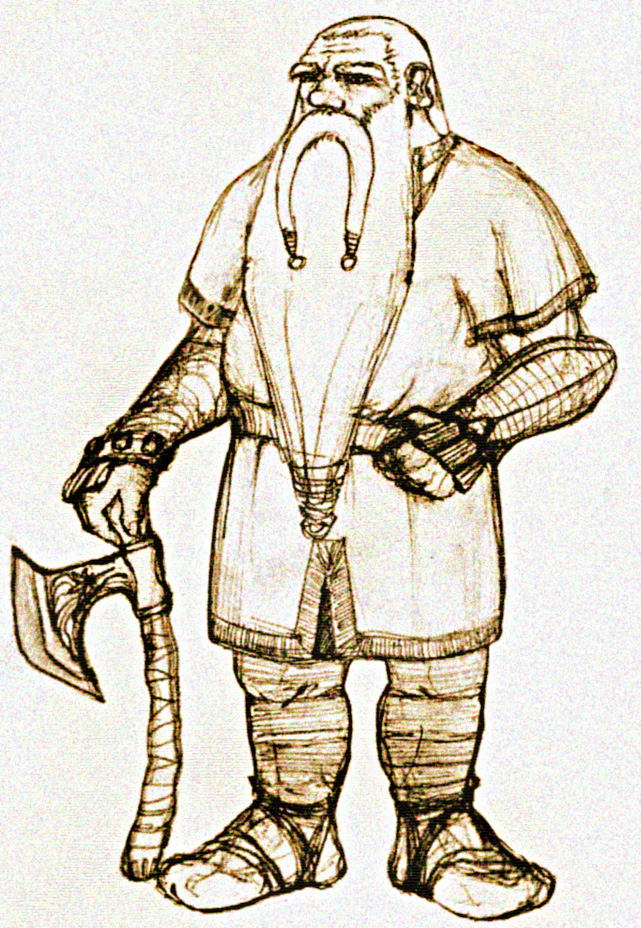

أقزام (الأرض الوسطى)، هم شخصيات وردت في قصة جون رونالد تولكين يسكنون الأرض الوسطى، ويتراوح طول الأقزام بين أربع إلى خمس أقدام، وذكر الأقزام لديه لحية طويلة وهم ممتلئو الجسم، أقوياء، فخورون بأنفسهم، ويرفضون أن يتفوق عليهم أحد، وهم شديدو الجراءة. يعمل الأقزام في المناجم، وهم حرفيون ماهرون، يصنعون العجائب بالحجارة والمعادن والجواهر. يستخدم الأقزام في الحرب الفأس كسلاح لهم.